# Lizarragabengoa
Lizarragabengoa es una localidad española y un concejo de la Comunidad Foral de Navarra perteneciente al municipio de Echarri-Aranaz. Está situado en la Merindad de Pamplona, en la Comarca de La Barranca. Su población en 2014 fue de 40 habitantes (INE).